# Кампманн, Кристиан
Кристиан Питер Георг Кампманн (дат. Christian Kampmann; 24 июля 1939 , Хеллеруп, коммуна Гентофте, Столичная область Дании — 13 сентября 1988, остров Лесё) — датский прозаик и журналист.

## Биография
Родился в семье режиссера.
Журналист по профессии. В 1964—1970 годах работал на датском телевидении, затем — в культуроведческом журнале Information.
В 1972 году был награждён премией критиков и литературной премией «De Gyldne Laurbær» («Золотой лавровый венок»).
Представитель движения «Новый реализм» 1960-х — 1970-х годов в Дании. Его романы отражают психологическое состояние датского общества с конца Второй мировой войны до 1980-х годов.
Типичными героями К. Кампманна были представители среднего и высшего класса, неспособные найти своё место в современной жизни. Автор знал это окружение лично — он сам выходец из семьи богатого режиссёра, на протяжении многих лет скрывал свою гомосексуальную ориентацию за ширмой традиционной семьи с двумя детьми.
К. Кампманн был убит в 1988 году в своём домике на пляже на острове Лесё. Убийцей был его коллега и любовник, писатель Йенс Майкл Шау. Пара проводила свой отпуск на острове, работая над продолжением одного из самых популярных датских телесериалов «Матадор» (Matador).

## Избранные произведения
- Blandt venner (1962, сборник рассказов)
- Al den snak om lykke (1963, дебютный роман)
- Familien Gregersen (в 4-х томах)
  - Visse hensyn (1973);
  - Faste forhold (1974);
  - Rene linjer (1975);
  - Andre måder (1975)
- Fornemmelser (в 3-х томах, автобиографический роман)
  - Fornemmelser (1977);
  - Videre trods alt (1979);
  - I glimt (1980)

Произведения писателя в русском переводе выходили в сборнике «Современная датская новелла» (1987).